# Bugatti Type 51
Bugatti Typo 51 (anglicky Bugatti Type 51) vystřídal slavný Type 35 jako špičkové závodní auto Bugatti pro 30. léta. Tak jako dominantní typy 35 z konce předchozího desetiletí byl typ 51 (a později Type 53, Type 54 a Type 59) jedním z posledních vozů Bugatti, který byl na Velkých cenách schopen držet krok s nastupujícími, Hitlerem subvencovanými hegemony Mercedes a Auto Union na straně jedné a Musolinim podporovaným italským strojům Alfa Romeo a Maserati na straně druhé.

## Vznik a vývoj

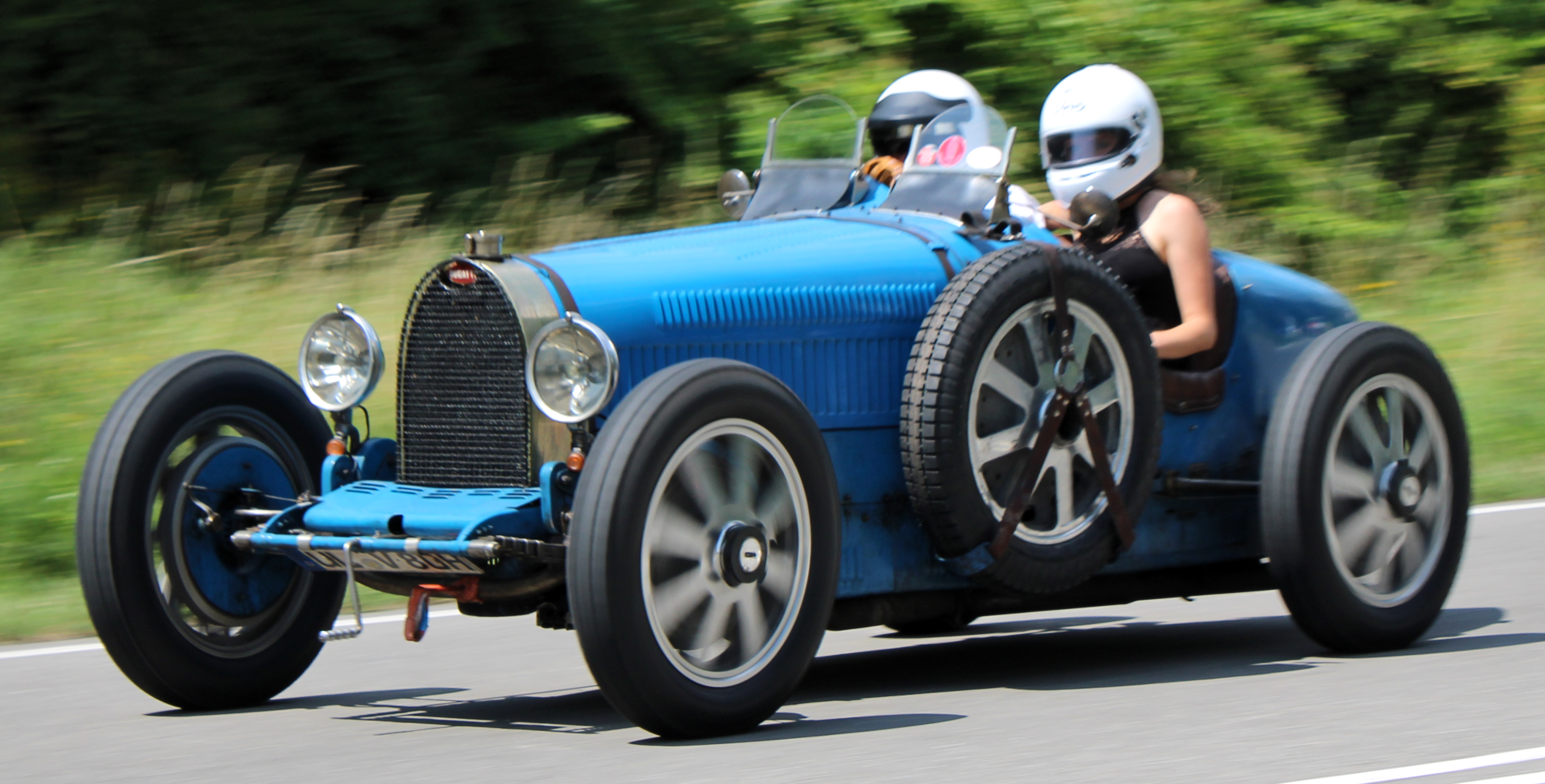
Bugatti T51, dvoumístná verze (1932), Solitude Revival 2019

Základní model Ettore Bugatti představil v dubnu 1931 jako nástupce Type 35. Tento typ byl ztělesněním řemeslného inženýrství 30. let. V roce 1935 výroba těchto modelů skončila bez přímého nástupce.
V prvním nasazení T51 na Velké ceně Monaka 19. dubna 1931 s ním Louis Chiron zvítězil a Achille Varzi obsadil 3. místo. V roce 1931 byl rovněž postaven Bugatti T53 jako první automobil Bugatti s pohonem všech kol. Tento model byl úspěšný v závodech automobilů do vrchu (La Turbie a Mont Ventoux). V řadě závodních modelů Bugatti na něj tematicky navázaly příbuzné typy Type 54 a Type 59. V roce 1931, aby byl Bugatti schopen čelit vysoko objemovým motorům Mercedes (7,1 l), představil model T54 s motorem 4972 cm³ z typu T50 a výkonem 223 kW/300 k. Na ten navázal v roce 1934 typem T59 s motorem o objemu válců 3257 cm³ (186 kW/250 k) v upraveném podvozku T54.

## Motor
Motor vycházel z osvědčeného typu Bugatti T35B. Základní rozměry tohoto řadového osmiválce byly shodné (vrtání 60 mm, zdvih 100 mm, zdvihový objem 2262 cm3). Pro použití v typu 51 byl původní motor z T35B zmodernizován. Novinkou bylo ovládání ventilů rozvodem 2x DOHC pomocí dvou vačkových hřídelů nad hlavou a ústup od technologie tří ventilů. Každý válec měl pouze jeden sací ventil a jeden výfukový ventil, které jsou umístěny k sobě pod úhlem 90° (45° od svislé osy válce). Ventily byly vedeny tentokráte v litinových vedeních, měly 3 koncentrická pera uzavřena v pouzdru, které tvoří současně nárazníky vačky a zachycuje postranní reakci vačky.
Vačkový hřídel byl uložen na devíti ložiskách dvojdílných, hliníkových, přímo v karteru hřídele. Hřídel byl dutý, olej byl pod tlakem přiváděn do každého ložiska i odstřikoval z cylindrické části každé vačky vrtaným otvorem v hřídeli na každý nárazník ventilu.  Klikový hřídel byl uložen v pěti ložiscích SKF. Motor byl vybaven vodním chlazením. Instalovaný mechanický kompresor Bugatti (upravený Roots) uděloval motoru při stupni komprese 7,5 výkon 132 kW/180 k při 5500 ot/min.
Spojka byla shodná s turistickými vozy Bugatti. Osm ocelových lamel na čtyřhranném hřídeli proti devíti lamelám litinovým, zachyceným šesti šrouby v dutině setrvačníku. Setrvačník o průměru 190 mm. Spojka byla patentem Bugattiho.
Alternativy Type 51A (1931) a Type 51C (1932) byly vybaveny slabšími motory. U typu 51A to byl motor se zdvihovým objemem 1493 cm3 a výkonem 96 kW/130 k. Tento motor vycházel z typu použitém na modelu T37. U typu 51C to byl motor se zdvihovým objemem 1991 cm3 a výkonem 119 kW/160 k. Tento motor měl svého předchůdce v motoru používaném na typu T35 bez kompresoru a T35C s kompresorem.

## Podvozek
Podvozek do značné míry odpovídal typu 35. Motor byl instalován podélně za přední nápravou. Vpředu tuhá náprava a podélná listová pera, vzadu tuhá náprava a podélná čtvrteliptická listová pera, přední brzdy bubnové, zadní bubnové. Přední půleliptická pera byla provlečena osou čtyřhrannými oky, v nichž byla uklínována (patent Bugatti). Zadní pera patentu Bugatti byla čtvrteliptická, postavená obráceně odzadu kupředu, jako u všech vozů Bugatti. Tím se přenášely rázy až na nejzazší konec šasi. Brzdy bývaly označovány za jednu z mála slabin tohoto vozu, měly při závodech tendenci k přehřívání, čímž jejich účinnost podstatně klesala. Kola dle patentu Bugatti byla odlita z lehké hliníkové směsi a tvořila jeden celek s brzdovým bubnem, do jehož vnitřního obvodu byl nalisován a zajištěn ocelový brzdový kotouč. Pohon zadní nápravy zajišťovala čtyřstupňová převodovka přes kardanův hřídel . Rozvor byl 2400 mm a rozchod 1250 mm. Automobil byl 370 cm dlouhý a 150 cm široký.

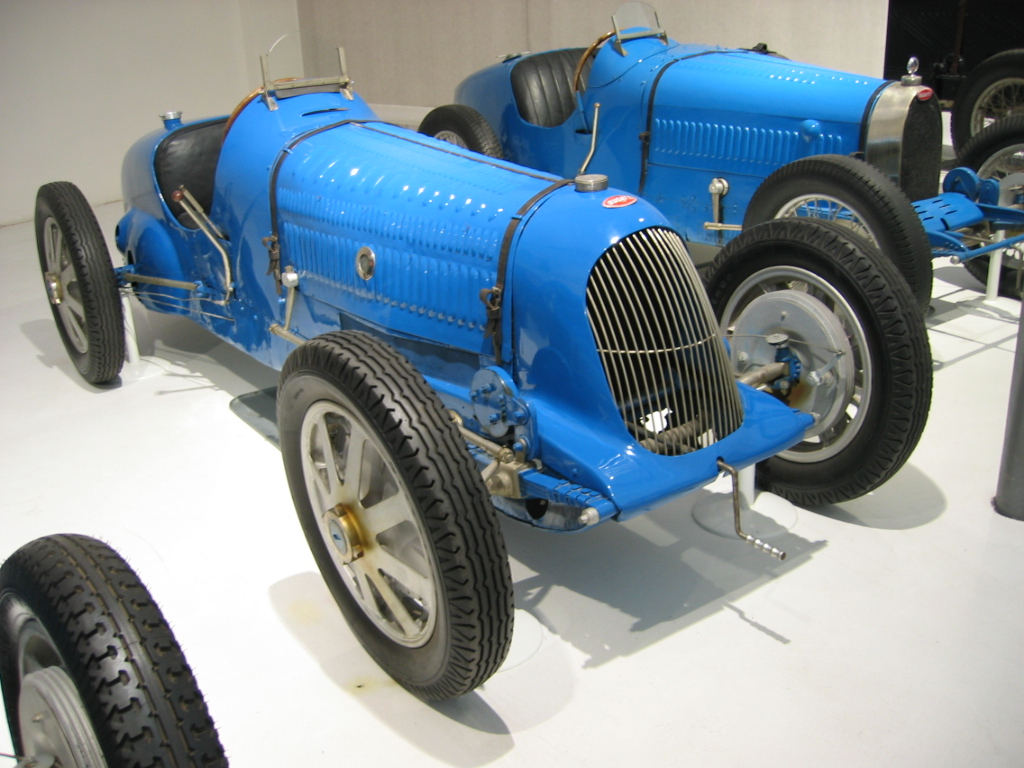
Bugatti Type 51A, monopost (1932), Cité de l'automobile de Mulhouse 2010

## Karoserie
Na první pohled vypadal vůz Bugatti Type 51 Grand Prix téměř stejně jako dřívější Type 35, který dominoval evropským automobilovým závodům ve druhé polovině 20. let. Nástavbami T51 byly otevřené monoposty a dvoumístné roadstery, vždy bez dvířek. Vizuálním rozlišovacím znakem oproti typu 35 byla pouze dvě plnicí hrdla nádrže za sedadly, jednodílná litá kola místo přišroubovaných na ráfcích a umístěním magneta, které bylo na palubní desce posunuto doleva.

## Sportovní úspěchy
S tímto vozem jezdili Louis Chiron, Achille Varzi, Stanisław Czaykowski, Marcel Lehoux, René Dreyfus, Jean-Pierre Wimille, Albert Divo, Maurice Trintignant a další. V roce 1931 vozy Bugatti zvítězily ve 12 Velkých cenách, z toho 10x to bylo na T51 (Monako, Alexandrie, Casablanca, Ženeva, Francie (Montlhéry), de La Marne, Belgie (Spa-Francorchamps), de La Baule, Masarykův okruh a de Brignoles). Nejúspěšnější byli Chiron a Varzi se 3 vítězstvími. V roce 1932 vozy Bugatti zvítězily v deseti Velkých cenách a na typu T51 to bylo 8x - v Tunisu, na D' Oranie, v Provence, v Nimes, v Dieppe, v Nice, na Masarykově okruhu a v Antibes. Dvě vítězství si v tomto roce odnesl Louis Chiron. V roce 1933 už typ T51 zvolna ztrácel "dech", ale značka Bugatti s ním ještě 4x zvítězila: v Grand Prix de Pau, v Monte Carlu, v Tripolisu a v Dieppe. V tomto roce se již na závodních tratích objevily následné typy T54 a T59. Dvě vítězství zaznamenal T51 v roce 1935 na Velkých cenách hranic (Grand Prix des Frontieres, Belgie-Chimay) a na francouzském okruhu Circuit d'Orleans. Poslední vítězství T51A viděl okruh v belgickém Chimay v letech 1938 a 1939, kde s ním vyhrál Maurice Trintignant.

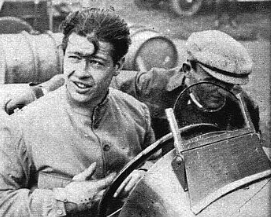
Jiří Lobkowicz na Bugatti T51 před závodem v Brně (1931)

Úspěšný byl typ T51 i závodech do vrchu, ale zde musel svádět ostré souboje s králem vrchů Hansem Stuckem a Rudolfem Caracciolou. V roce 1931 tento typ vyhrál závody do vrchu ve Švýcarsku Gurnigel (Bern) a v Itálii Susa-Moncenisio. O rok později (1932) zvítězily T51 na závodech Grand-Saconnex (Ženeva), Lückendorf (Žitava), Würgau Climb (Bamberk), Develier-Les Rangiers, Jaunpass (Bern), Hohnstein (Drážďany) a Gometz-le-Châtel (Paříž). V roce 1933 vozy T51 zvítězily na kopcích 13x, ale ani jednou to nebylo v závodě započítávaném do Mistrovství Evropy v závodech do vrchu.
V Československu s tímto typem jezdil Jiří Lobkowicz a později na témže voze Zdeněk Pohl. V roce 1934 na T51A závodil krnovský továrník Florian Schmidt a od srpna 1934 jeho svěřenec Bruno Sojka. V následujících letech se na tomto modelu Bugatti v závodech oba střídali, avšak častěji s ním až do roku 1938 jezdil Bruno Sojka. Schmidt s ním obsadil v červnu 1934 2. místo na VIII. ADAC Eifelrennen a v srpnu Sojka dojel na 4. místě na I. Prix de Berne (okruh Bremgarten-Bern) pro závodní vozy do 1,5 l, ale o rok později na tomto závodě Sojka nedojel.
Na konci sezony 1931 Jiří Lobkowicz startoval s tímto vozem 27. září 1931 na II. ročníku závodu na Masarykově okruhu. S Bugatti T51 zde oslavil největší úspěch své závodní kariéry. Jeho výkon, když byl v závodě silnější kategorie klasifikován na 4. místě za Chironem, von Morgenem a Stuckem, je nejlepším výsledkem, kterého dosáhl český jezdec na tratích Grand Prix. Získal řadu cen: peněžitou cenu 15 000 Kč, stříbrnou plaketu ČAMS a na rok mu za nejlepší výkon československého jezdce byla propůjčena čestná putovní cena Elišky Junkové. Sportovní komise Autoklubu Republiky Československé ho vyznamenala za skvělý výkon na Masarykově okruhu a udělila mu koncem roku 1931 svůj zlatý odznak.
Od roku 1933 s tímto vozem jezdil Zdeněk Pohl, který však jezdil i s dříve pořízenými Bugatti T35C (1991 cm3) a T37A (1496 cm3). U závodů, kde startoval v třídě vozů nad 1500 cm³, je tedy obtížné určit, na kterém typu vlastně jel. Prokazatelně to bylo na 4. a 5. Masarykově okruhu v letech 1933-4. Zdeněk Pohl do 15. kola (ze 17) ročníku 1933 vjížděl jako třetí hned za Chironem a Fagiolim. Už to vypadalo, že se na stupně vítězů postaví i jezdec z Československa, ale když chtěl z bugatky vymáčknout, co to dá, přetočil motor a výsledkem byla dvě prasklá ventilová pera. Dojel jako šestý, ale získal prémii fy. Baťa 120 000 Kč, protože dojel první do cíle na pneumatikách Baťa, a také získal putovní cenu Elišky Junkové za nejlepší výkon čs. jezdce. V roce 1934 se mu v Brně nezadařilo, protože v hlavním závodě odpadl v 8. kole ze 17 vypsaných. Mezi 7. a 8. km trati odpadl pro destrukci diferenciálu. V hlavním závodě zvítězil Hans Stuck na voze Auto Union Type A.

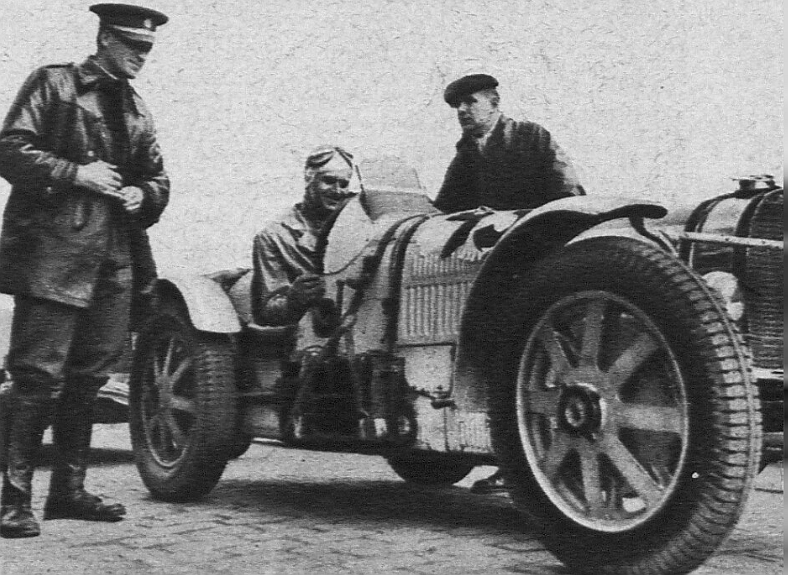
Zdeněk Pohl (Bugatti T51), vítěz na Českobrodském okruhu (1936)

V roce 1933 jel na T51 závodu do vrchu Semmering a obsadil 2. místo v závodních vozech do 3,0 l. Na Bugatti T51 opět zasedl v září 1935 při Velké horské ceně Německa v závodech do vrchu (Schauinsland u Freiburgu, 11. ročník, trať 12 km), kde celkově zvítězil Hans Stuck na voze Auto Union Type C v čase 8:24,1 min. Nejlepší čas dne sportovních automobilů měl Zdeněk Pohl na Bugatti T51 za 9:04,9 min (průměrná rychlost 79,7 km/h) a zvítězil v kategorii přes 2000 cm³. Na Velké ceně Masarykově 29. září startoval na tomto voze pražský prodejce vozů Bugatti ing. Vladimír Gut přihlášeným Zdeňkem Pohlem. V závodě se mu nezadařilo, protože odpadl hned po 1. kole s prasklým olejovým potrubím.
V roce 1936 vyhrál Zdeněk Pohl III. Českobrodský okruh a IV. Lochotínský okruh. Jedním z jeho největších úspěchů s Bugatti T51 byl závod do vrchu Ecce Homo 20. září 1936, který se konal po tříleté přestávce, a zde zvítězil v absolutním pořadí. Startoval v závodních automobilech přes 2000 cm³ na Bugatti T51 a vyhrál v čase 5:07,8 min, čímž vytvořil nový rekord tratě a překonal tak dosavadní rekord Hanse Stucka (5:18,2 min, Austro-Daimler) z roku 1929. V roce 1937 opět vyhrál Lochotínský okruh (5. ročník), když první čtyři kola vedl, pak ale pro defekt klesl na 4. místo a ještě později na předposlední místo. Jel však skvěle a v 17. kole byl opět v čele a dojel do cíle jako první. V září 1937 Zdeněk Pohl v Bosonohách s vozem MG K3 Magnette havaroval na Velké ceně Masarykově a utrpěl těžké zranění páteře. Za výkony v roce 1937 byl odměněn sportovní komisí AKRČs zlatým odznakem. Mimo to dostali Zdeněk Pohl, V. Stanislav a Antonín Vitvar ke zlatým odznakům i sportovní, prachuvzdorné švýcarské hodinky Mimo. Slavnostní rozdílení cen se konalo v sídle Autoklubu 20. listopadu, ale bez Zdeňka Pohla, který v tu dobu ještě ležel v nemocnici až do prosince, kdy mu byl sádrový obvaz sejmut.

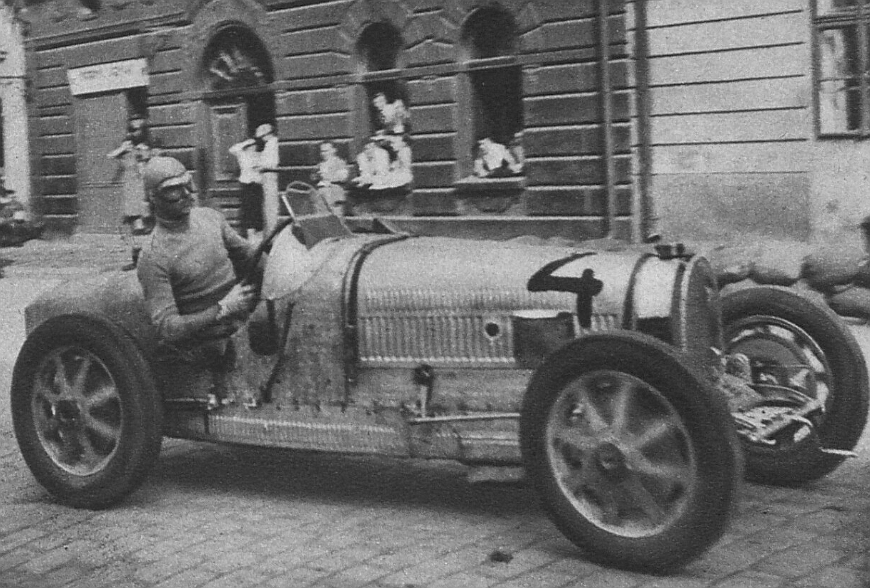
Zdeněk Pohl (Bugatti T51) vítěz Českobrodského okruhu 1937

Po válce Pohl startoval s Bugatti T51 v roce 1947 např. ve Velké ceně hlavního města Prahy a v Krkonošském rychlostním automobilovém a motocyklovém závodu do vrchu (též označovaný jako Trutnovský závod do vrchu pro motocykly a automobily). Oba tyto závody vyhrál. V závodě o „Zlatý znak města Vršovic“ 28. září v Praze se na své bugatce držel vedení až do třetího kola. Pak se zdržel výměnou svíček a začal dohánět skupinu a v 16. kole už byl zase na třetím místě. Útočil na vedoucí postavení Šperlíka a Zdeňka Treybala, vjel prudce do zatáčky, kde se mu "zula" pneumatika, dostal smyk a se svým vozem slétl ze sedmimetrového náspu, kde zůstal ležet pod vozem. Byl tři týdny v bezvědomí a prodělal mnoho operací. Tím prakticky v jednačtyřiceti letech jeho závodnická činnost skončila. Vůz později rodina nabídla NTM v Praze, kde je od roku 1956 vystaven dosud.
Za výkony s T51 v letech 1933-1937 obdržel Zdeněk Pohl 2x Stříbrný odznak Sportovní komise AKRČs (1933, 1935) a také nejvyšší ocenění Zlatý odznak v roce 1937.

## Dochované exempláře
Zachovalo se asi 30 vozidel. Jeden z nich je vystaven v Národním technickém muzeu v Praze. Jedná se o stroj, který si zakoupil Jiří Kristián Lobkowicz a který s ním jezdil v letech 1931-1932. Později tento vůz upravil Zdeněk Pohl a jezdil s ním od 1933 až do roku 1939 a pak i v několika závodech po II. světové válce (1947). Bugatti Monopost GP Type 51A (1932) je vystaven ve francouzském Musée National de l'Automobile (Cité de l'automobile de Mulhouse).
Bugatti Type 51 z roku 1931 se prodal v roce 2016 za necelé 4 miliony dolarů v aukční síni Bonhams, čímž vytvořil rekord pro tento model.

## Tabulka parametrů
Základní technické údaje
|          | Motor                        | zdvihový objem | vrtání x zdvih | plnění válců | výkon (k/kW) | max. rychlost | převodovka         | hmotnost   | výroba  |
| Type 51  | řadový osmiválec, 16 ventilů | 2262 cm³       | ø 60 x 100 mm  | kompresor    | 132 kW/180 k | 230 km/h      | manuální, 4 stupně | 730–750 kg | 1931-35 |
| Type 51C | řadový osmiválec, 16 ventilů | 1991 cm³       | ø 60 x 88 mm   | kompresor    | 119 kW/160 k | 210 km/h      | manuální, 4 stupně | 750 kg     | 1931-35 |
| Type 51A | řadový osmiválec, 16 ventilů | 1493 cm³       | ø 60 x 66 mm   | kompresor    | 96 kW/130 k  |               | manuální, 4 stupně |            | 1932-35 |

## Galerie

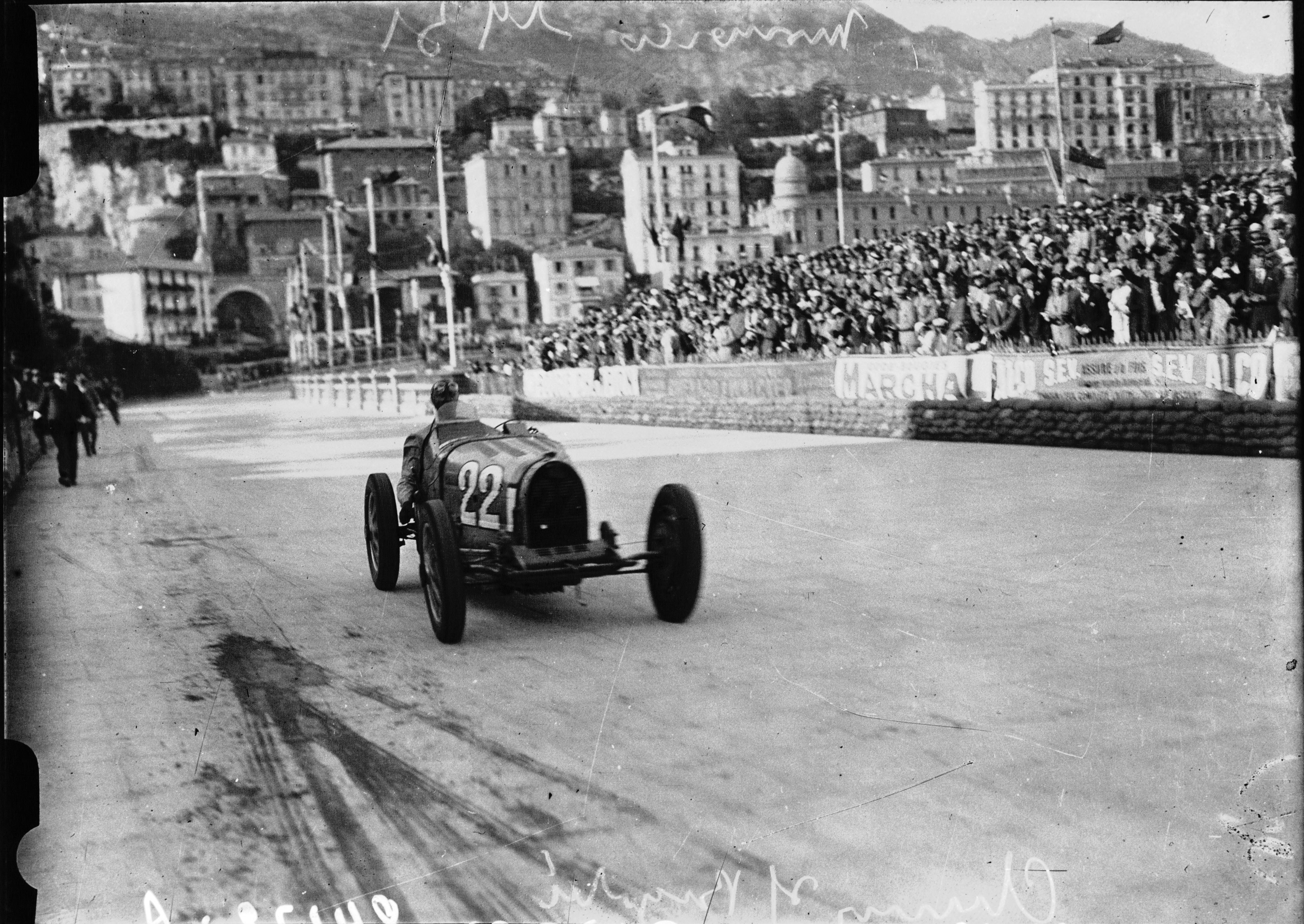
Louis Chiron na Grand Prix Monaka (1931)
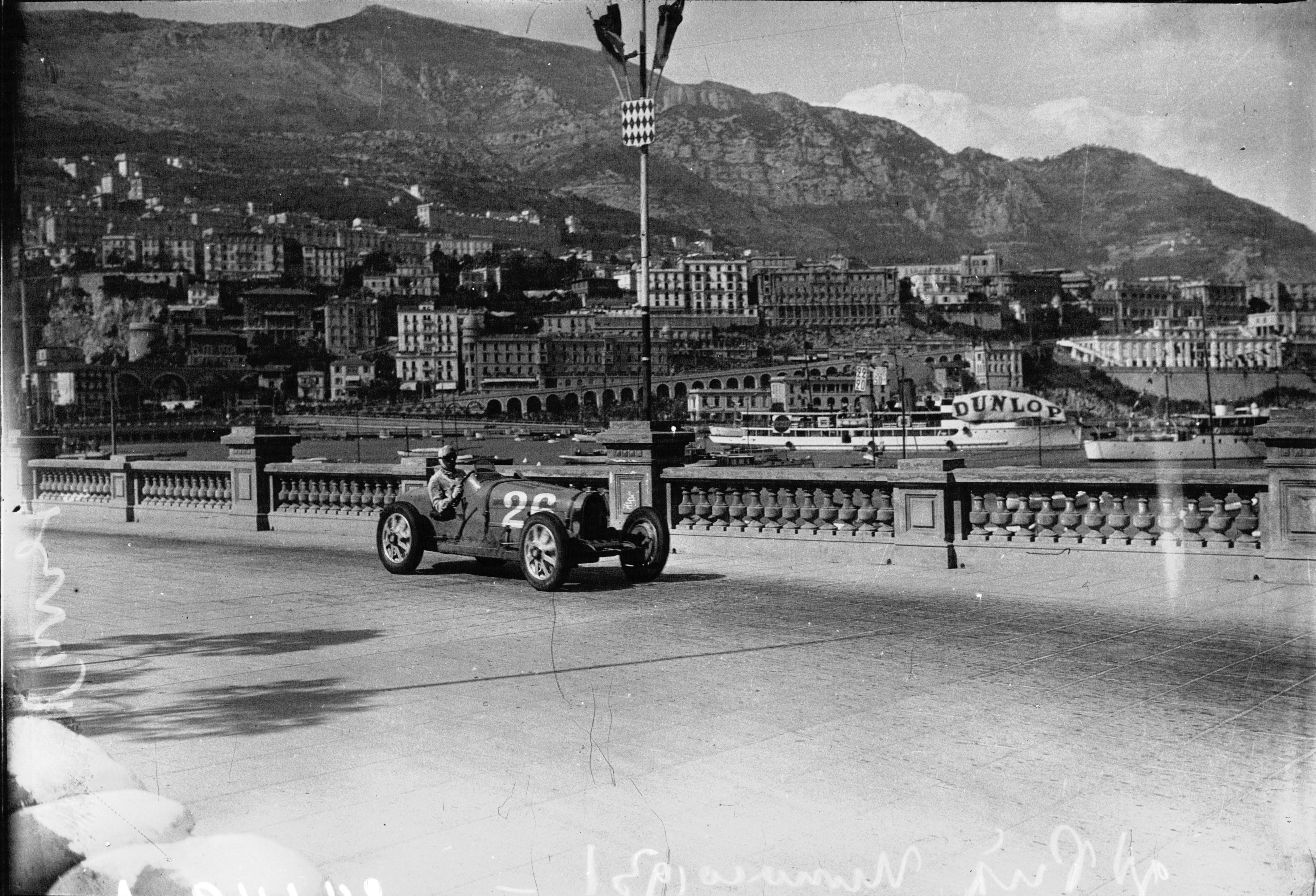
Achille Varzi na Grand Prix Monaka (1931)
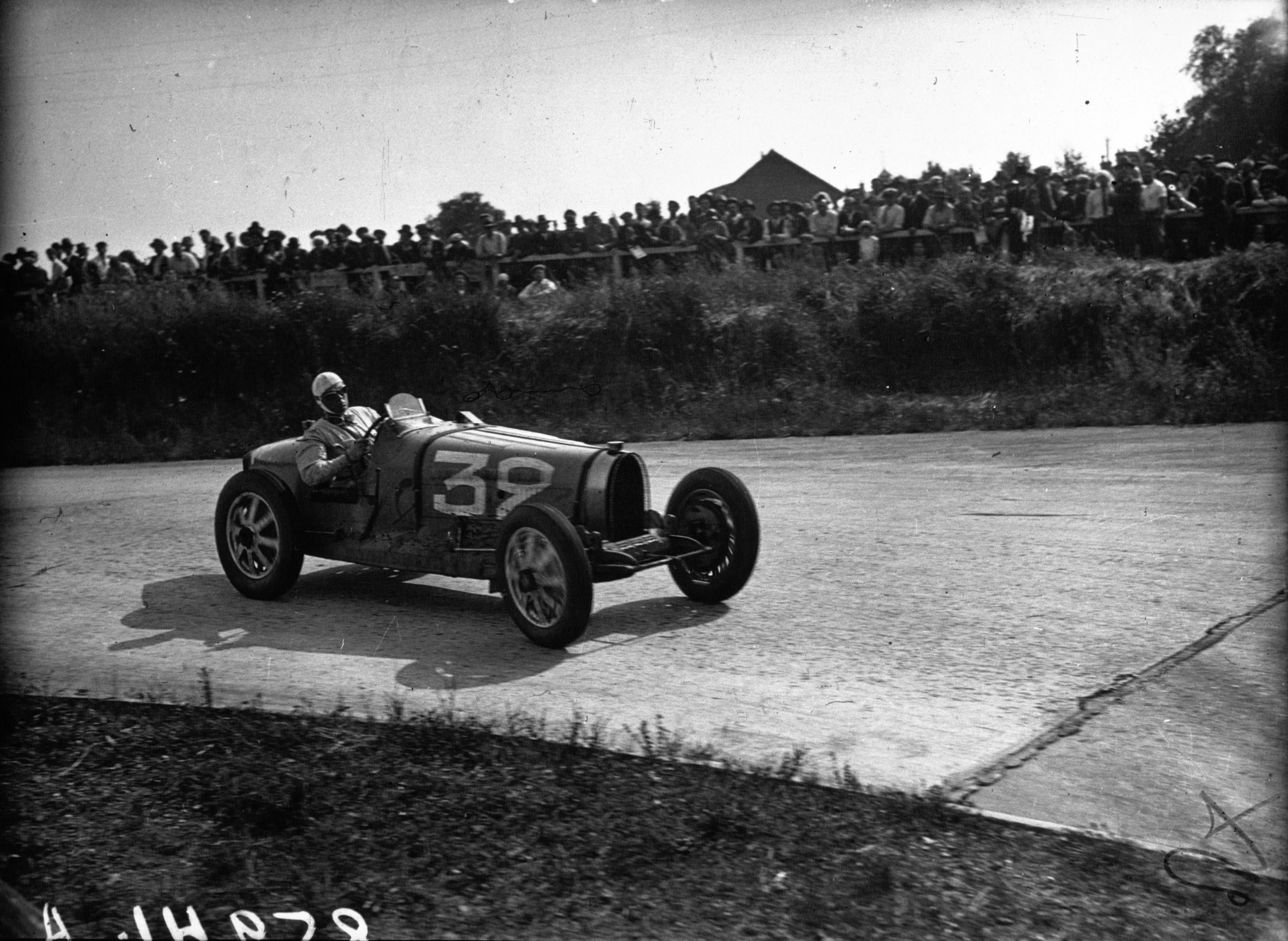
Achille Varzi na Grand Prix Francie (1931)
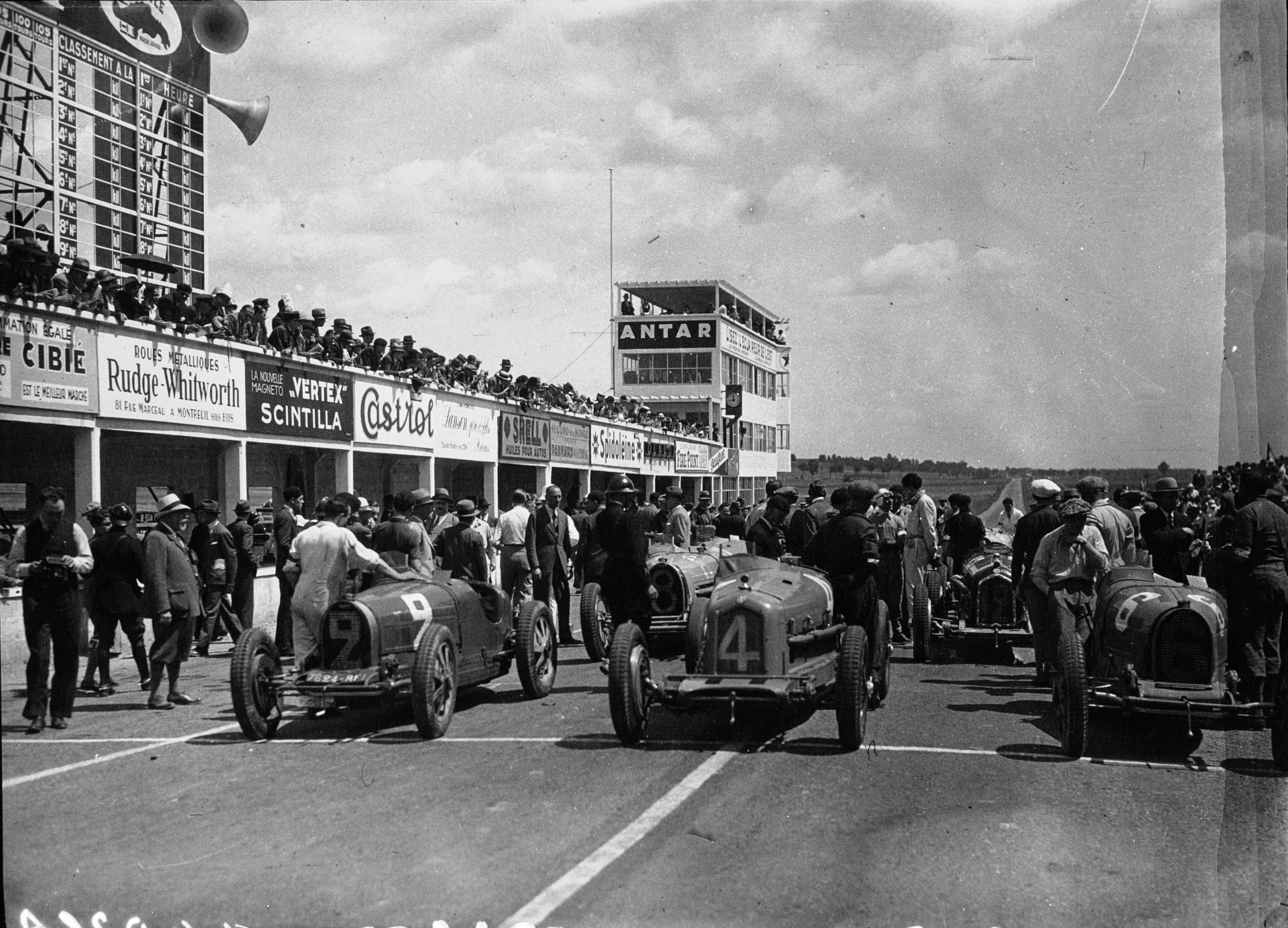
Grid Grand Prix Francie v Remeši 1932 (Jean Gaupillat T51 - st. č. 2, Philippe Étancelin Alfa Romeo Monza st. č. 4, Max Fourny T51 - st. č. 6)
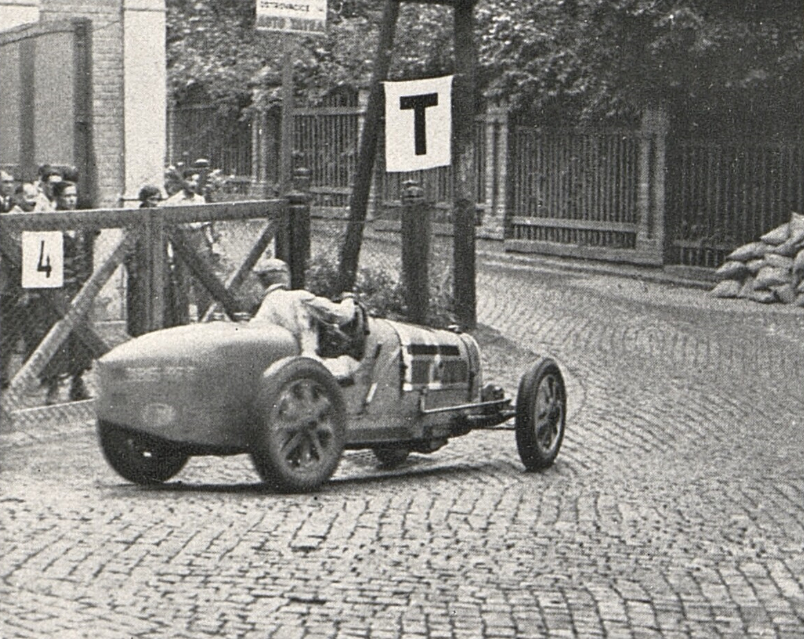
Louis Chiron na Bugatti T51. Projíždí zatáčku v Pisárkách (Masarykův okruh 1932)
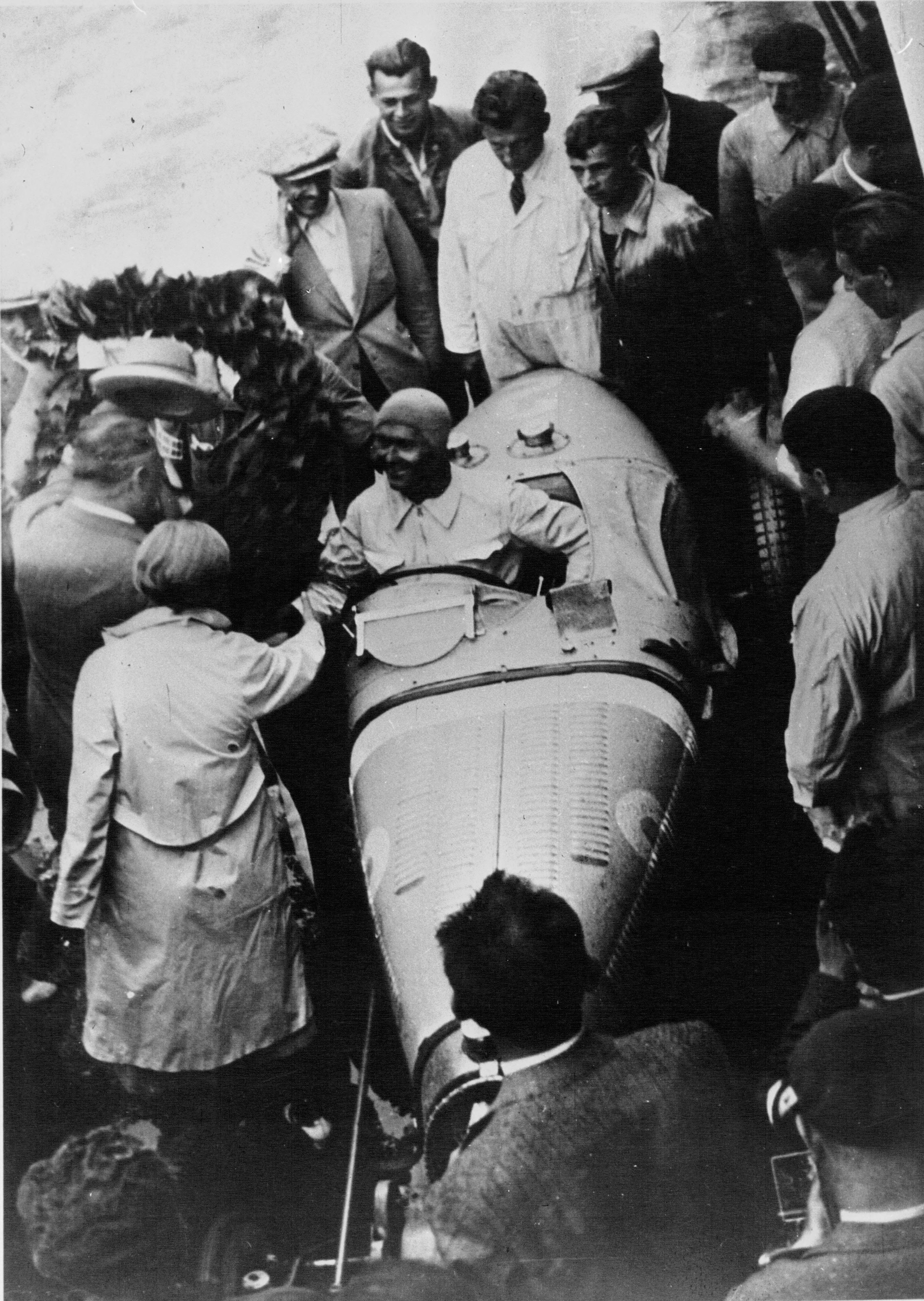
Louis Chiron vítěz závodu na Masarykově okruhu (1932)
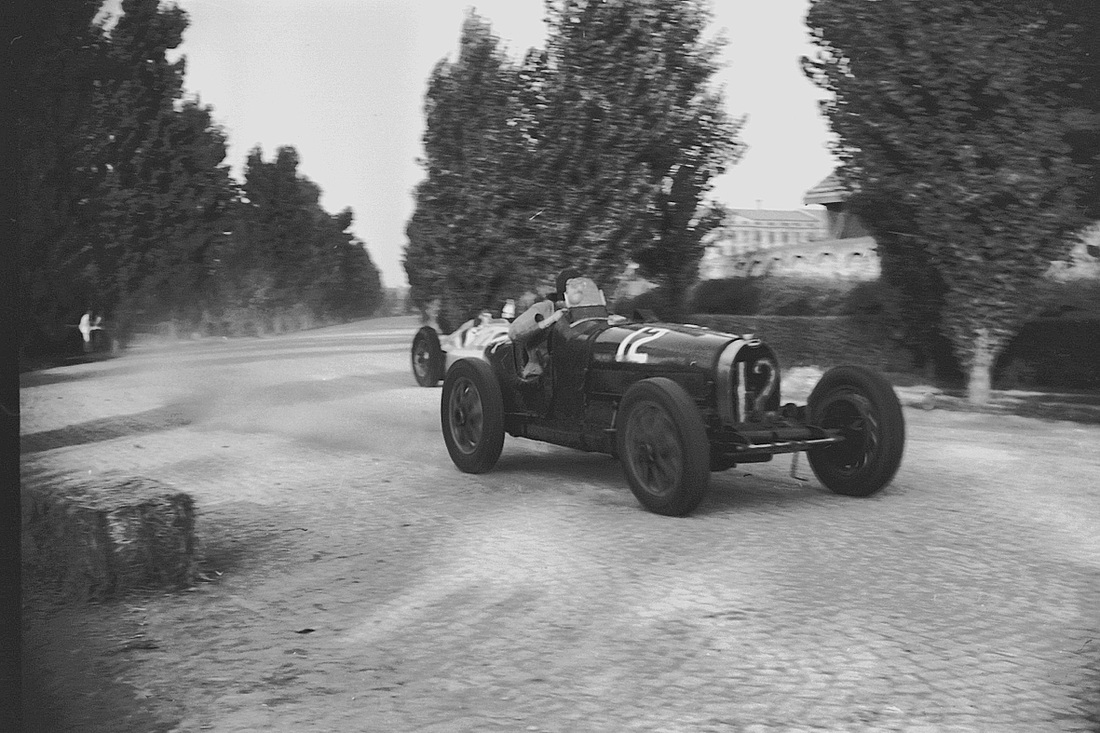
Grand Prix Kalemegdan Park v Bělehradu, Bosko Milenkowitsch (1939)